# 제3대 알바 공작 페르난도 알바레스 데 톨레도
페르난도 알바레스 데 톨레도 이 피멘텔 데 알바 데 토르메스 공작(스페인어: Fernando Álvarez de Toledo y Pimentel, III duque de Alba de Tormes: 1507년 10월 29일-1582년 12월 11일), 통칭 알바 대공작(스페인어: Gran Duque de Alba)은 에스파냐의 귀족, 군인, 외교관이다. 제3대 알바 공작이며, 제4대 코리아 후작, 제3대 살바티에라 백작, 제2대 피에드라히타 백작, 제8대 발데코르네하 영주, 에스파냐 대귀족, 황금양모 기사 등의 작위를 가졌다.
에스파냐 국왕 카를로스 1세(카를 5세)와 그 후계자 펠리페 2세의 고문관으로서, 밀라노 공국 총독(1555년-1556년), 나폴리 왕국 부왕(1556년-1558년), 네덜란드 총독(1567년-1573년), 포르투갈 왕국 부왕 겸 무관장(1580년-1582년)을 역임했다.
일부 역사학자들은 알바 공작을 당대 최강의 장군으로 여기며, 역사를 통틀어서도 손에 꼽는 우수한 장군이라고 평가한다. 가혹한 지휘관이었지만 병사들의 존경을 받았고, 연설을 통해 병사들의 감정을 자극하는 데 능했다.
알바 공작은 오스만-합스부르크 전쟁에서 해적왕 하이레딘 레이스를 쳐부숴 에스파냐가 서지중해의 패권을 유지하는 데 기여했고, 독일에서 종교개혁의 결과 벌어진 슈말칼덴 전쟁에서도 루터교 제후들을 진압하는 데 총사령관 역할을 했다. 그러나 무엇보다 유명한 것은 네덜란드 총독으로서 80년 전쟁 초기에 에스파냐군을 지휘한 것이다. 알바 공작은 네덜란드 독립운동 지도자 빌럼 1세 판 오라녜와 로데비크 판 나사우를 여러 차례 격파했고, 메헬렌, 쥣펀, 나르던, 하를럼을 함락시킨 뒤 대학살을 벌였다. 하지만 알바 공작의 공포정치에도 네덜란드 독립운동은 수그러들지 않았고, 알바 공작은 에스파냐로 소환되었다. 알바 공작의 마지막 군사적 업적은 포르투갈 계승전쟁에서 승리하여 펠리페 2세가 포르투갈 국왕을 겸하게 한 것이다. 이로써 에스파냐는 이베리아 반도를 통일하고, 포르투갈의 식민지들까지 동군연합으로 묶는 대제국(이베리아 연합)을 이루게 된다.